# 4852 Памджонс
4852 Памджонс (4852 Pamjones) — астероїд головного поясу, відкритий 15 травня 1977 року.
Тіссеранів параметр щодо Юпітера — 3,573.